# Калиник Дебърски и Велешки
Калиник (на гръцки: Καλλίνικος, Калиникос) е православен духовник, митрополит на Цариградската патриаршия.

## Биография
Роден е около 1820 година в Родосто. Дълги години служи като представител на Божия гроб на Крит.
На 2 април 1872 година е ръкопопожен в църквата „Свети Николай“ в Дзивали, Цариград, за титулярен елейски епископ, викарий на Димотишката митрополия. Ръкополагането е извършено от митрополит Дионисий Димотишки в съслужение с митрополит Паисий Имброски и митрополит Йеротей бивш неокесарийски.
На 9 октомври 1876 година е избран за дебърски митрополит като замества сблъскалия се с българското просветно и църковно движение дебърски митрополит Антим. Тома Николов пише за него:
| „ | ...руски възпитаник. Той беше истински калугер, църковник. Говореше повече на руски, беше кротък и смирен, с народа се държеше добре и стана търпим. | “ |

В 1880 година подава оставка. На 11 ноември 1881 година оглавява Мъгленска епархия в Лерин. Като мъгленски митрополит Калиник води борба с надигащото се българско просветно движение в Леринско и Кайлярско. Опитва се чрез пашата в Селфидже да затвори българското училище в паланката Емборе, но с подкуп Арсени Костенцев успява да спечели местните власти. Подава оставка в 1891 година по здравословни причини.
Живее на Халки, където умира на 28 април 1911 година.